# Cratere Kuba
Kuba  è un cratere sulla superficie di Marte.